# Мыс Терпения
Мыс Терпе́ния — мыс в южной части острова Сахалин, на берегу Охотского моря. Административно находится на территории Поронайского городского округа Сахалинской области России. Расположен на одноимённом полуострове скального происхождения.
Мыс представляет собой невысокое скальное плато с крутыми склонами, соединён с полуостровом Терпения низким перешейком. Преобладающая высотная отметка — гора Высокая (350 м над уровнем моря) на полуострове. Мыс — самая восточная точка Сахалина. На его окончании находится птичий базар, на котором, в основном, гнездятся кайры. Флора представлена невысоким травостоем и редкими кустарниками.
Относится к труднодоступным и отдалённым местностям Сахалинской области.
С марта 1988 года входит в территорию ООПТ «Поронайский заповедник». Наблюдается большое количество залётных птиц редких видов.
На мысе есть метеостанция и маяк.
Поселения древних рыболовов, мастеров гончарного искусства и охотников были найдены на мысе Терпения.
Об этом месте снят документальный фильм «На краю. Мыс терпения». Режиссёр и автор Евгений Лаврентьев.
Климат умеренный муссонный. Сильные ветра и высокая влажность делают зиму суровой. Вегетационный период короткий. Теплообеспеченность климата столь же низкая, как в субарктическом климатическом поясе. Максимальная температура воды — +18,1 °С.
- Среднегодовая относительная влажность воздуха — 88 %. Среднемесячная влажность — от 81 % в ноябре до 97 % в июле.
- Среднегодовая скорость ветра — 7,0 м/с. Среднемесячная скорость — от 5,3 м/с в июле до 9,1 м/с в декабре[11].

| Показатель              | Янв.  | Фев.  | Март  | Апр.  | Май  | Июнь | Июль | Авг. | Сен. | Окт. | Нояб. | Дек.  | Год   |
| ----------------------- | ----- | ----- | ----- | ----- | ---- | ---- | ---- | ---- | ---- | ---- | ----- | ----- | ----- |
| Абсолютный максимум, °C | 8,0   | 1,4   | 5,1   | 10,3  | 15,6 | 19,7 | 23,4 | 25,5 | 21,5 | 16,6 | 11,7  | 6,5   | 25,5  |
| Средняя температура, °C | −11,7 | −11,7 | −6,9  | −1,4  | 1,6  | 5,3  | 9,5  | 11,8 | 10,8 | 6,6  | −0,7  | −7    | 0,5   |
| Абсолютный минимум, °C  | −27,9 | −29,1 | −23,4 | −18,5 | −7   | −4,2 | 1,3  | 3,0  | 2,1  | −5,9 | −14,9 | −25,8 | −29,1 |
| Норма осадков, мм       | 35    | 26    | 29    | 29    | 37   | 33   | 53   | 66   | 79   | 62   | 49    | 38    | 536   |
| Температура воды, °C    | −1,7  | −1,7  | −1,6  | −1,1  | 0,4  | 3,5  | 6,8  | 8,6  | 9,2  | 7,3  | 2,9   | −0,9  | 2,6   |